# غاي مويا
غاي مويا (بالفرنسية: Guy Muya)‏ مواليد 23 مايو 1983، هو لاعب كرة سلة بلجيكي. بدأ مسيرته الاحترافية في سنة 2000. يلعب في الدوري البلجيكي لكرة السلة الدرجة الأولى. يحمل الرقم 9.

## المسيرة الاحترافية
لعب مع نادي أوستند لكرة السلة في سنة 2006، ثم لعب مع سكافاتي باسكت في موسم 2006–2007، ثم لعب مع نادي أوستند لكرة السلة في موسم 2014–2015.

## الإنجازات
- كأس السوبر البلجيكية لكرة السلة (2009)

## روابط خارجية
- غاي مويا على موقع الاتحاد الدولي لكرة السلة (الإنجليزية)
- غاي مويا على موقع الدوري الأوروبي لكرة السلة (الإنجليزية)
- غاي مويا على موقع كرة السلة الأوروبية.كوم (الإنجليزية)
- غاي مويا على موقع ريلجم (الإنجليزية)
- غاي مويا على موقع بروبوليرز (الإنجليزية)
- غاي مويا على موقع سبورتس رفرنس (الإنجليزية)